# Helmut Gerlach (Skilangläufer)
Helmut Gerlach (* 7. Juni 1937 in Hausdorf; † 1. Juni 2020 in Nordhausen) war ein deutscher Skilangläufer.
Gerlach, der für den WSV Braunlage startete und als Maurer tätig war, floh nach dem Zweiten Weltkrieg aus Schlesien und zog mit seiner Mutter und seinen Großeltern nach Braunlage. Dort begann er mit dem Skilanglauf und gehörte von 1961 bis 1968 zum Nationalkader. Bei den Deutschen Meisterschaften 1961 wurde er Dritter über 15 km und bei den Deutschen Meisterschaften 1963 sowie Deutschen Meisterschaften 1964 jeweils Dritter mit der Staffel. In der Saison 1965/66 erreichte er bei den Deutschen Meisterschaften 1966 mit dem zweiten Platz über 50 km seine beste Einzelplatzierung bei deutschen Meisterschaften und siegte mit der Vereinsstaffel von WSV Braunlage. Beim Saisonhöhepunkt, den Nordischen Skiweltmeisterschaften 1966 in Oslo, errang er den 44. Platz über 30 km. Bei den Olympischen Winterspielen 1968 in Grenoble belegte er den 38. Platz über 15 km, den 33. Rang über 50 km und zusammen mit Walter Demel, Herbert Steinbeißer und Karl Buhl den achten Platz in der Staffel.